# 中央人民政府海关总署
中央人民政府海关总署是中华人民共和国中央人民政府政务院的一个部门，根据1949年9月27日中国人民政治协商会议第一届全体会议通过的《中华人民共和国中央人民政府组织法》的规定，于1949年10月1日成立。

## 部门工作及历史
抗日战争胜利后，属于老解放区的9个海关：满洲里、绥芬河、图们、辑安、安东、旅大、营口、瓦房店及烟台等关，与旧海关没有关系，是中国共产党收复日占区后自行建立的，组织和制度比较简陋，干部、关员大部来自老解放区，海关工作经验匮乏。随着解放战争的胜利，各海关所在地被解放军控制后陆续成立当地军事管制委员会，对旧海关实行接收和军管，终止旧中国海关总税务司署对各地海关的管辖，收回海关行政管理权和关税自主权，确立中国共产党和中央人民政府对海关的领导，规定一切外轮进口均需先报经军管会批准，对在旧中国海关任职的洋员统一审查处理，外籍税务司制度自此在中国大陆覆灭。
1949年3月在西柏坡召开了中共七届二中全会，毛泽东提出：“立即统制对外贸易，改革海关制度，这些都是我们进人大城市的时候所必需首先采取的步骤。”1949年4月，刘少奇到天津视察，专门听取了接管津海关的工作汇报，在草拟的《中国革命军事委员会关于建立中央财政经济机构大纲（草案）》中提出：在应即陆续建立的中央财政经济部门中，海关总署为负责管理全国海关的独立行政机关。这一草案5月30日报送毛泽东，5月31日正式下发。1949年7月，中央财委在北京正式成立。1949年8月，中财委设立了海关总署筹备处（简称“海关处”），办公地点设在原津海关北平分关，调抚顺市委书记兼抚顺市卫戍司令部政委孔原负责筹组海关工作。孔原在接管津海关的工作基础上，与华北人民政府工商部部长姚依林、津海关税务司朱剑白，于1949年8月13日联名向中央提出了《关于建立海关总署工作的初步意见》。
根据10月19日中央人民政府第三次会议的决定，1949年10月25日海关总署在北京宣告成立，11月1日开始对外办公，归中央人民政府政务院直接领导，作为政务院的一个组成部门，并受中央财经委员会的指导，统一领导全国海关机构和业务。中央人民政府主席毛泽东任命孔原、丁贵堂为海关总署正、副署长。海关总署的办公地点选在原海关总税务司署的办公地——东交民巷台基厂头条胡同六号。新中国海关是在“完整接收、逐步改造”旧海关基础上建立的。全国各地共有海关机构173处、人员过万人。旧海关留用人员占大多数。海关总署内部的党组织并没有立刻公开。从东北、山东解放区来的党员和接管北平分关的党员与原税务司署中的地下党员，分别组成了两个党小组，并成立了中国共产党海关总署支部。
根据1949年12月30日中央人民政府政务院第十三次政务会议批准的《海关总署试行组织条例》的规定，中央人民政府海关总署为中华人民共和国的国家行政机关，统一掌管全国一切海关事宜。中央人民政府海关总署受中央人民政府政务院的领导和政务院财政经济委员会的指导，并在实际工作中与中央人民政府贸易部保持密切联系，执行中央人民政府贸易部根据中央人民政府对外贸易政策法令所颁布的有关进出口货物的决定。
1950年1月27日，中央人民政府政务院第十七次政务会议通过了《关于关税政策和海关工作的决定》。
1950年3月8日，中财委发出《关于海关总署直接领导全国各地海关的通知》，要求“全国各地海关均应立即和海关总署建立上下级的关系，受总署直接领导，一切有关海关的组织、人事、行政、业务等均应向总署报告请示，总署所颁发的一切规章、命令、指示，应严格地遵照执行。”
1950年初，经政务院批准，海关为政府机关统一穿着规定样式服装单位。
1950年5月5日，政务院第三十一次会议任命海关总署各处处长。
1950年11月16日，海关总署正式向中央人民政府交通部移交海关总署海务处及下辖机构、房产、设施和人员，海关总署内设海务处同时撤销，解除海关原来管理的海务、港务、江务、航务、灯塔助航、口岸卫生检疫、海岸巡卫的职能。
1950年12月，政务院周恩来总理和海关总署署长孔原联合签发了《关于设立海关原则和调整全国海关机构的指示》，对海关的任务、设关的原则及条件和海关的组织体系、设关的审批程序等，都作出了明确的规定，并明确指出：新中国海关机构根据独立自主精神和国家经济情况的需要，在开放对外贸易的地方设立。据此，海关总署对原有的173处海关机构进行了调整，凡与这个基本原则不符的，在非开放对外贸易或为我经济情况不需要开放的地方所设立的关、卡，不论其仅为监视走私或尚在查验征税，都根据各地具体情况有计划有步骤地予以撤销，并将该地方的查私任务移交给公安机关，最后重新调整设立海关机构70处（其中关26处、分关9处、支关35处）。海关机构的这一重新布局，改变了旧中国对外门户洞开、对内关卡林立的局面。
1951年3月23日，中央人民政府政务院第七十七次政务会议通过了《中华人民共和国暂行海关法》，并于1951年9月1日正式施行。《暂行海关法》以中央人民政府海关总署成立后，政务院及下属的财政经济委员会发出的有关海关工作的条例、决定、通知、指示等为基础，对海关工作进行了全面的立法。《暂行海关法》的实施确立了中华人民共和国海关实行统一领导，统一管理的垂直体系。
1953年1月9日，中央人民政府政务院第一百六十六次政务会议决定，为了迎接国家大规模经济建设和扩大对外贸易的任务，进一步贯彻对外贸易政策，全国对外贸易的管理监督工作必须在领导上、组织上加以统一领导，因此决定将中央人民政府海关总署划归中央人民政府对外贸易部领导，成为对外贸易部的组成机关，改称中华人民共和国中央人民政府对外贸易部海关总署。1月14日，中央人民政府委员会第二十一次会议批准了政务院关于海关与对外贸易管理机关实行合并的决定。海关总署在中央人民政府对外贸易部的领导下，仍依据《暂行海关法》和《对外贸易管理暂行条例》的规定，组织和管理全国海关组织以及相关任务，并行使其他应有的职权。

## 职权
根据相关规定，中央人民政府海关总署的职权为：
1. 组织与管理中华人民共和国的一切海关机构及其业务；
2. 制定执行政府法令海关任务的计划方案，单独或者协同有关政府机关颁布的关于海关业务的指令、训令、规章；
3. 研究海关政策问题，参与制定有关海关税则问题的国际条约和协定草案；
4. 拟定海关业务法规草案，参与制订海关税则并决定实施方案；
5. 督促全国海关执行国家政策法令、关务训令及规章，规定各地海关按期向海关总署报告工作和情况，检查审核各地海关的工作；
6. 审核各地海关对于走私及违反海关章程事件的处理情况，以及关于上述问题对海关所提出的申诉；
7. 管理海关总署以及各地海关公务人员编制、财政预算，并指导各地海关的会计出纳事宜；
8. 遴选配备奖惩调遣全国海关公务人员，培养训练干部，提高海关公务人员的政治和业务水平；
9. 编制中华人民共和国对外贸易海关统计，指导全国海关统计工作；
10. 依法管理保护一切海关财产。

## 历任署长
1. 孔原（1949年10月-1953年1月）

## 组织架构
根据1949年12月30日颁布的《海关总署试行组织条例》：
- 办公厅　襄助署长建立总署内外联系，准备与组织各种会议，管理文件收发与机要事宜，担任法律谘询、资料编译，检查总署首长命令、指示的执行，　办理文书之撰拟、缮印、校核及掌管总署印信、档案。
- 税则处　拟定海关税则方案及有关海关税则问题的国际条约和协定草案，指导税则分类解释，制定货物估价方法，监督海关税则之应用，审核各关验估征税工作，以及对此问题所提出之申诉。
- 货运监管处　草拟进出口货物、邮包、旅客行李及经过国境之交通运输工具等监管章则、训令、指示，督导各地海关对上述章则、命令的执行，审查关于违反关章不服海关措施所提出之申诉。
- 查私处　督导查私工作，拟定查私条例与训令、指示，管领关警及查私舰艇，武器、统筹私货标卖及审理关于走私的申诉事宜。
- 海务处　指导海务港务，视察海港设备及其他助航装置之情况与工作，拟制修建计划掌管海关船只，负责船只之供应及技术事宜。这项工作是从旧海关沿袭下来的。1950年11月16日移交给中央人民政府交通部。
- 财务处　编造总署及各关人员定额财政计划及预算决算方案并监督其执行，指导审核总署及各关经费税款之会计、出纳，编制财政经济工作报告。处长陈铁保
- 统计处　编制商品目录， 制定中华人民共和国对外贸易海关统计之方法， 编辑对外贸易统计概要，计划与出版刊物。
- 视察处　审查各地海关执行海关法令、规章、训令的情形，并帮助其计划工作，调查研究及审核各地海关工作，并提出改进工作之建议，处理违法失职案件。
- 人事处　统一掌管全国海关干部人员之鉴定、任免、升降、奖惩、调遣事宜，分别向总署领导方面及各关领导方面提出建议，拟定并实行关于提高海关工作人员政治与业务水平的办法，指导员工福利事宜，调查统计干部人员，保管人事档案。处长许明（孔原夫人）
- 总务处　掌管总署会计、出纳及海关公用物品的购置、供应，管理总署办公房屋、宿舍、用具及交通工具，建立机关秩序，保养关产及其他庶务事宜。

中央人民政府海关总署设地方海关机构为关、分关、支关，各地海关直隶于海关总署，各分关、支关得依据海关总署之规定，隶属于地方海关。各地海关得由各关关长视业务范围与工作繁简，呈准本署设置下列各部门：
- 货运监管科；
- 验估征税科；
- 海港科；
- 查私科；
- 人事科；
- 会计科；
- 总务科。

1950年地方海关架构：
- 西北区迪化关
- 西南区腾冲关
- 西南区昆明关
- 重庆长江上游巡江事务局
- 南京长江下游巡江事务局
- 海关总署上海临时办事处
  - 金陵关：1950年5月25日裁撤
- 厦门海关
- 福州海关
- 上海海关
- 青岛海关
- 烟台海关
- 天津海关
- 汉口海关
- 华南财委海关处
  - 海口海关：1950年4月23日解放军占领海口之后
  - 湛江海关
  - 龙州海关
  - 北海海关
  - 江门海关
  - 拱北海关
  - 九龙海关
  - 广州海关
  - 汕头海关
- 东北海关管理局
  - 旅大海关管理处
  - 瓦房店关
  - 营口海关
  - 安东海关
  - 辑安关
  - 图们关
  - 绥芬河关
  - 满洲里关